# Àrees històriques de Gyeongju
Les àrees històriques de Gyeongiu comprenen diverses zones situades a la província de Gyeongsangbuk-do, a Corea del Sud. Varen ser declarades Patrimoni de la Humanitat per la UNESCO l'any 2000.
Les àrees històriques inclouen les ruïnes de temples i palaus, pagodes i estàtues, i d'altres llocs culturals del Regne de Silla, com la Muntanya Namsan, Banwolseong, el Parc dels túmuls, Hwangnyongsa i la Fortalesa Sanseong (Samnyeonsanseong).

## Organització de les zones

### Muntanya Namsan

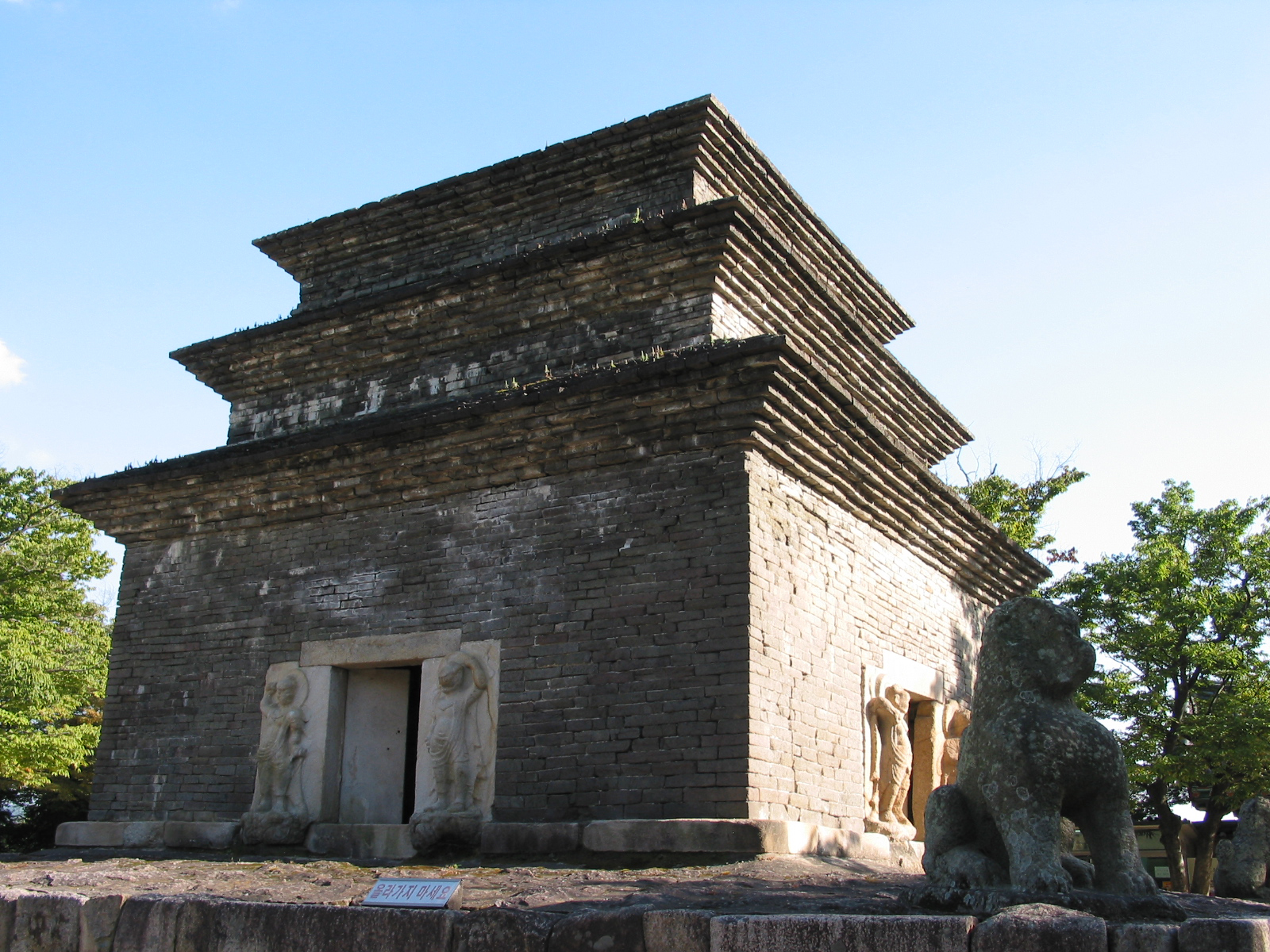
Ruïnes de la Pagoda de Bunhwangsa, 30è Tresor Nacional de Corea del Sud, que es troba en el temple de Bunhwangsa.

La zona de la muntanya Namsan es troba en els voltants d'aquesta muntanya, considerada sagrada pel Regne de Silla. Conté vestigis tant budistes com relacionats amb xamanisme, anteriors a la introducció del budisme a Corea. Les restes budistes comprenen les ruïnes de 122 temples, 53 estàtues de pedra, 64 pagodes de pedra i 17 llanternes de pedra. Altres llocs destacats són la Fortalesa de la Muntanya Namsan (construïda el 591), el Pavelló Poseokjeong (famós pel seu estany en forma de cargol de mar), i l'estany Seochulji. La muntanya Namsan és coneguda per les diferents imatges de Buda tallades en la roca, que alhora ensenyen la progressió i maduració de l'escultura de Silla durant el període de Silla Unificat. L'exemple més famós d'aquests relleus és el Buda de Roca. Aquest baix relleu es troba a la Vall de Tapgol i consta de tres parets decorades amb les imatges de Buda i els seus deixebles. Existeixen també en aquesta zona túmuls dels reis de Silla que daten des del segle ii fins al segle x.

### Wolseong
Entre els principals atractius d'aquesta zona destaquen les ruïnes de Banwolseong (a mig camí entre palau i fortalesa), el Gyerim, les ruïnes i pavellons restaurats de l'estany artificial d'Anapji, les ruïnes del Palau Imhaejeon i el conegut Observatori de Cheomseongdae.

### Parc dels túmuls

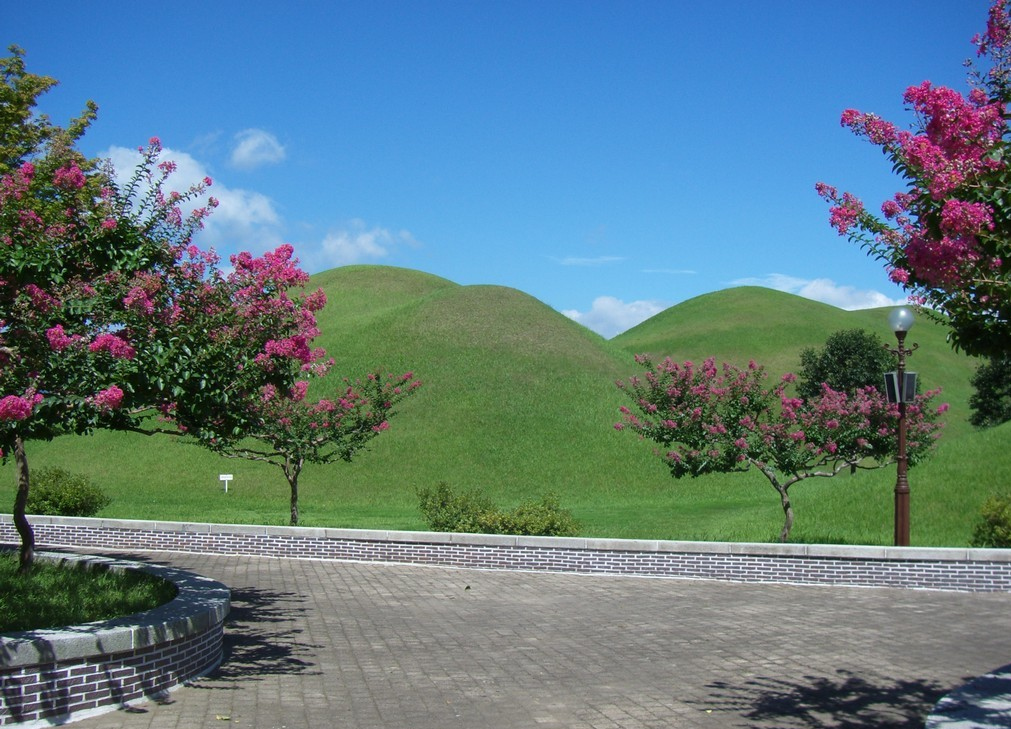
Túmuls reials a Gyeongju.

Aquesta zona es compon de tres grups de tombes reials. La majoria dels túmuls tenen forma de cúpules o monticles de terra. No obstant, alguns altres tenen forma de carabassa o mitja lluna. Les tombes excavades contenen sarcòfags de fusta coberts amb grava i rics aixovars d'or, cristall i ceràmica. Un exemple conegut de tomba en aquest parc és el Sepulcre del Cavall Celestial, amb la tapa feta de fusta de bedoll i un dibuix d'un cavall amb ales.

### Hwangnyongsa
Aquest conjunt de restes històriques es concentren al voltant de les ruïnes dels temples de Hwangnyongsa i Bunhwangsa. D'acord amb els fonaments excavats, Hwangnyongsa era el temple més gran mai construït a Corea i cobreix 72.500 m². El Temple de Bunhwagsa existeix avui dia només en una fracció de la seva grandària original. En el passat, va ser un dels temples budistes més importants. Una de les seves pagodes més conegudes és una realitzada amb maons fets de pedra. Es creu que va tenir de set a nou pagodes similars de les quals romanen només tres.

## Galeria

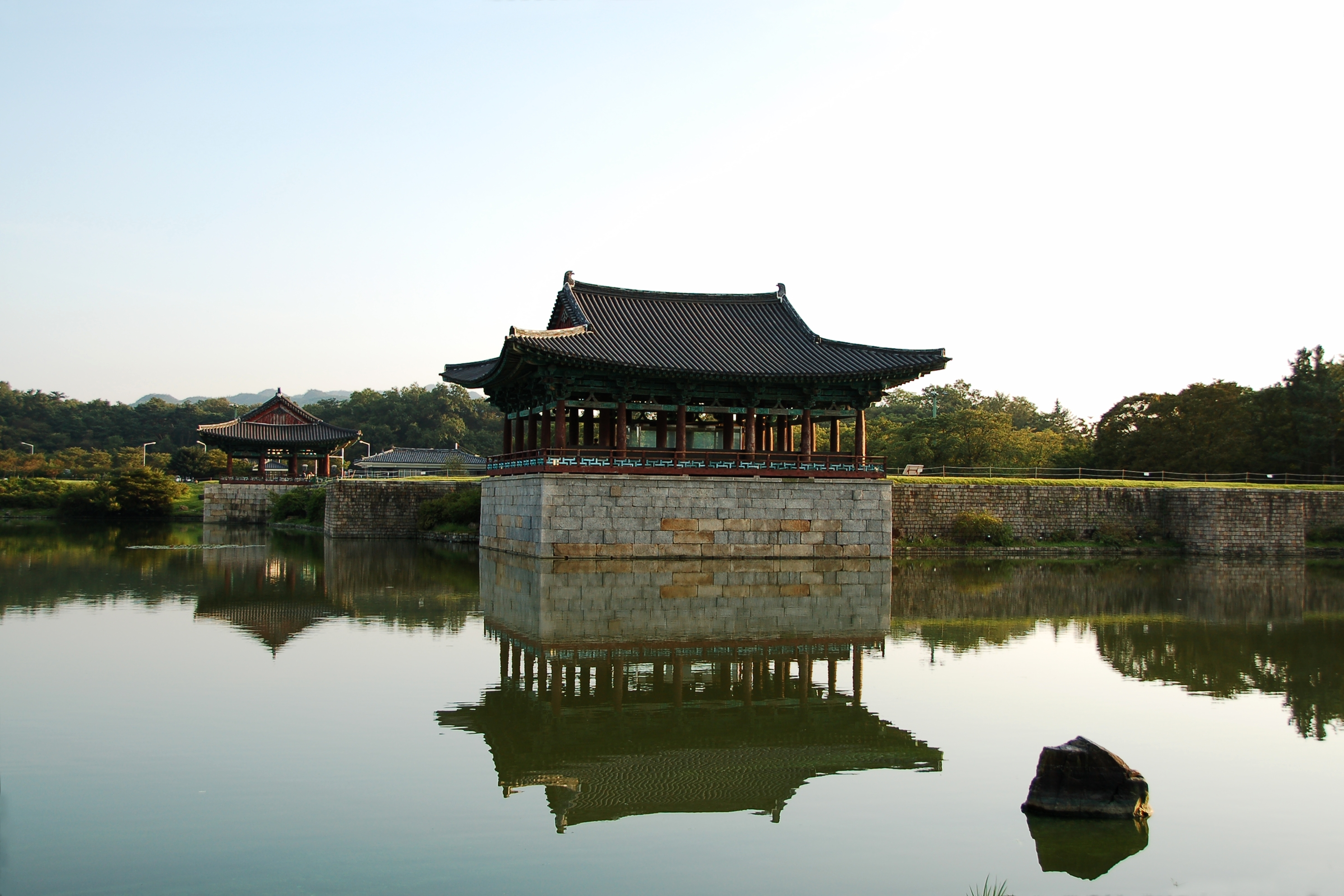
Anapji
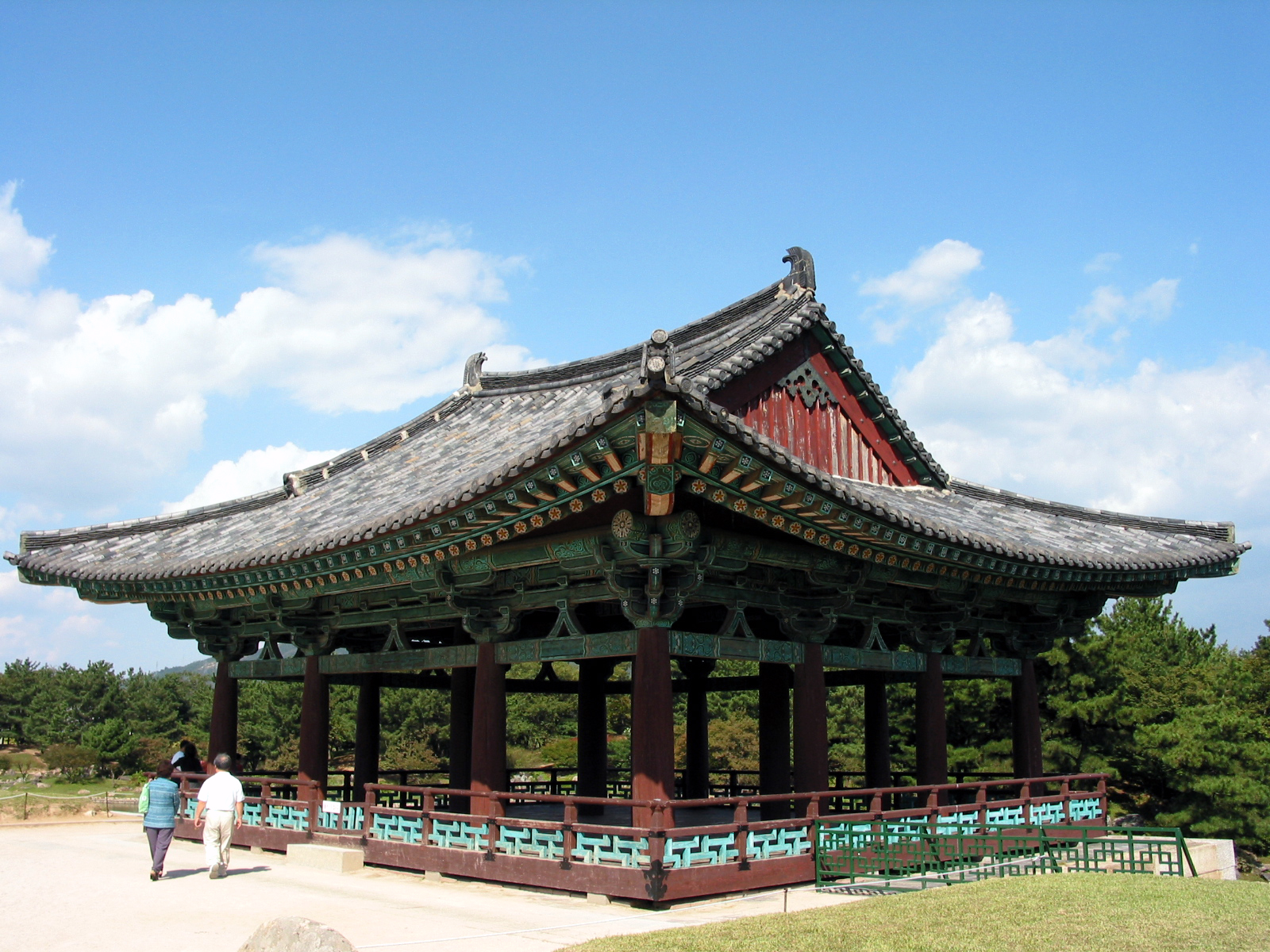
Pavelló reconstruït a Anapji
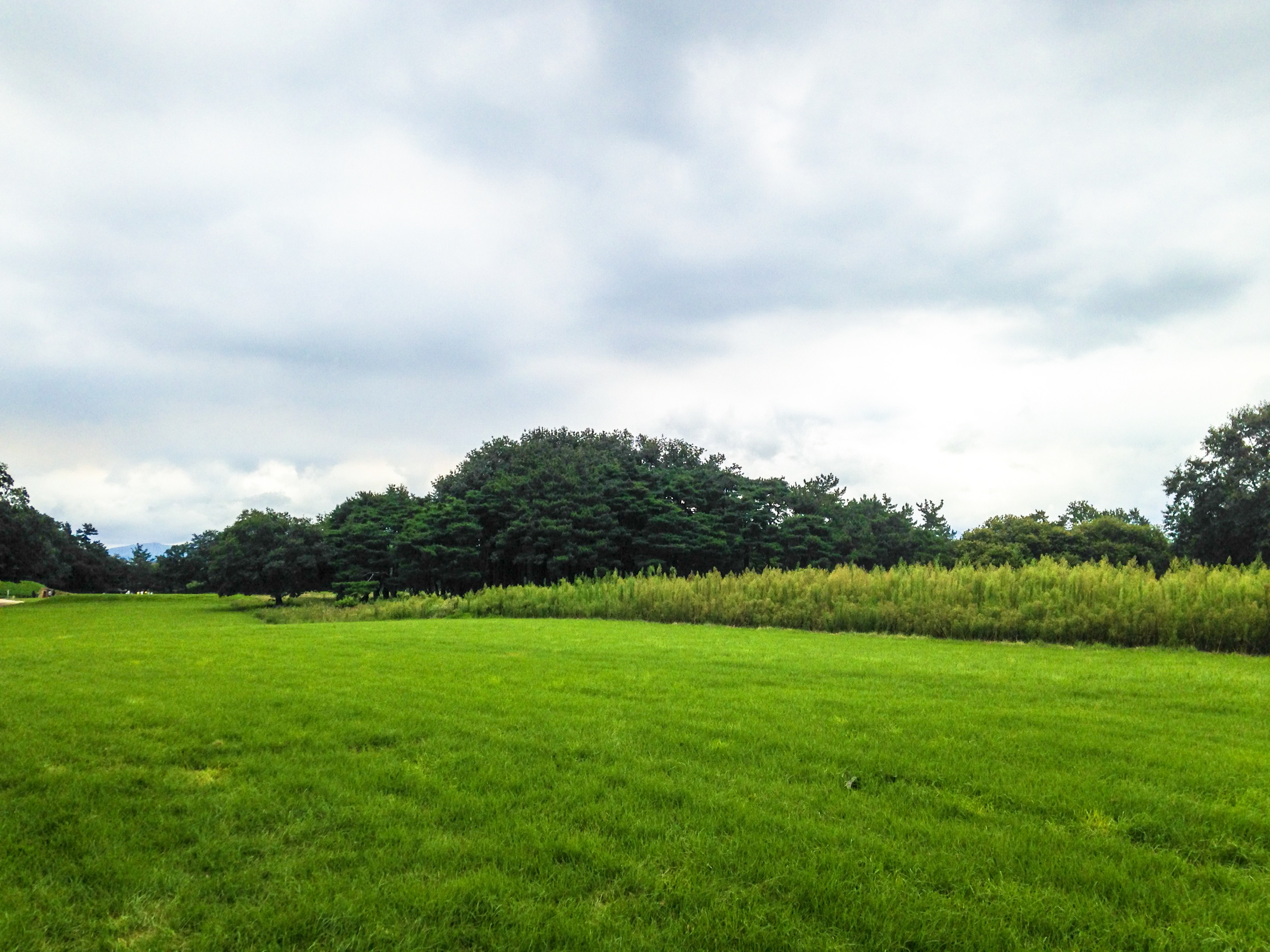
Banwolseong
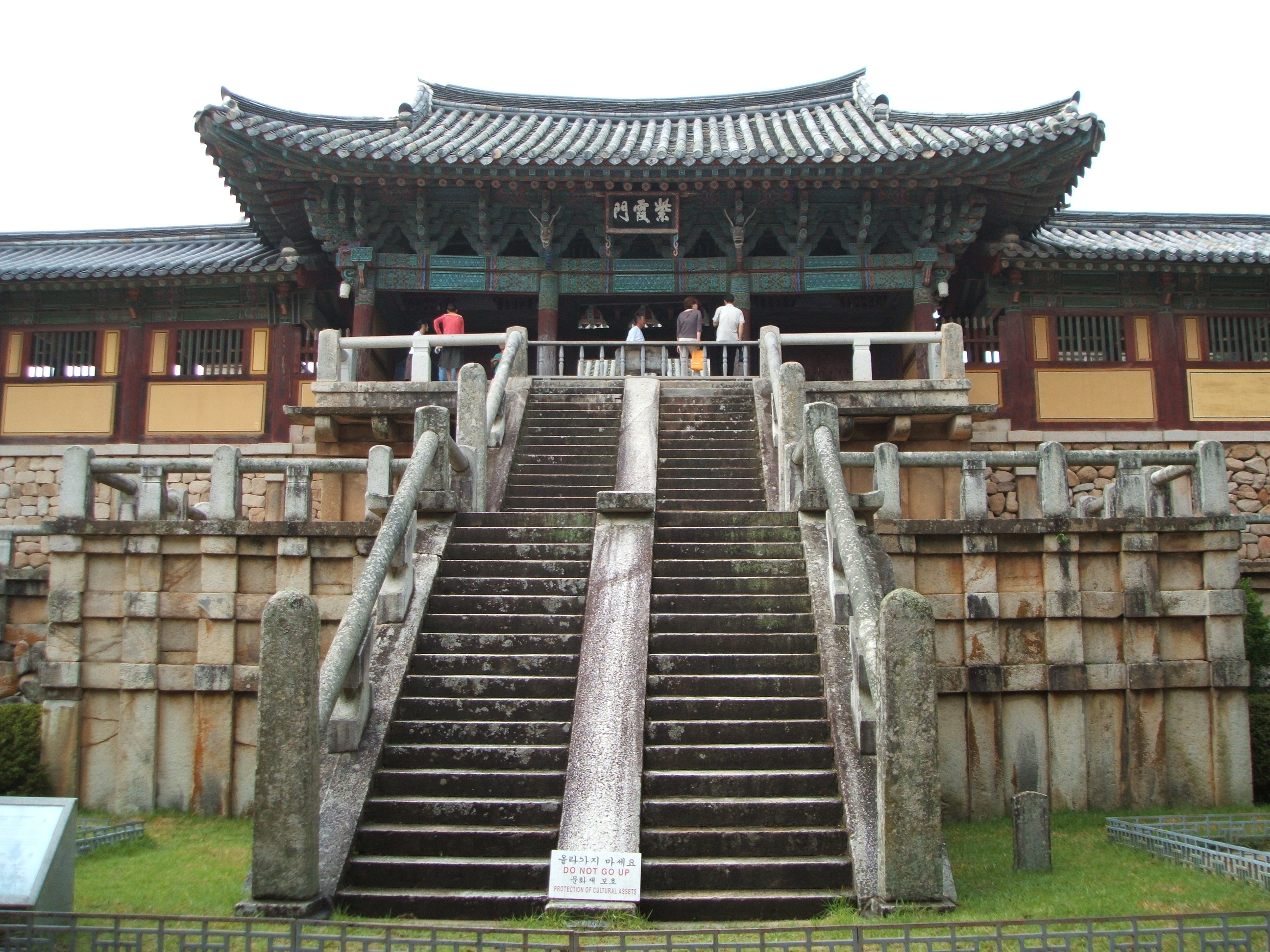
Baegungyo
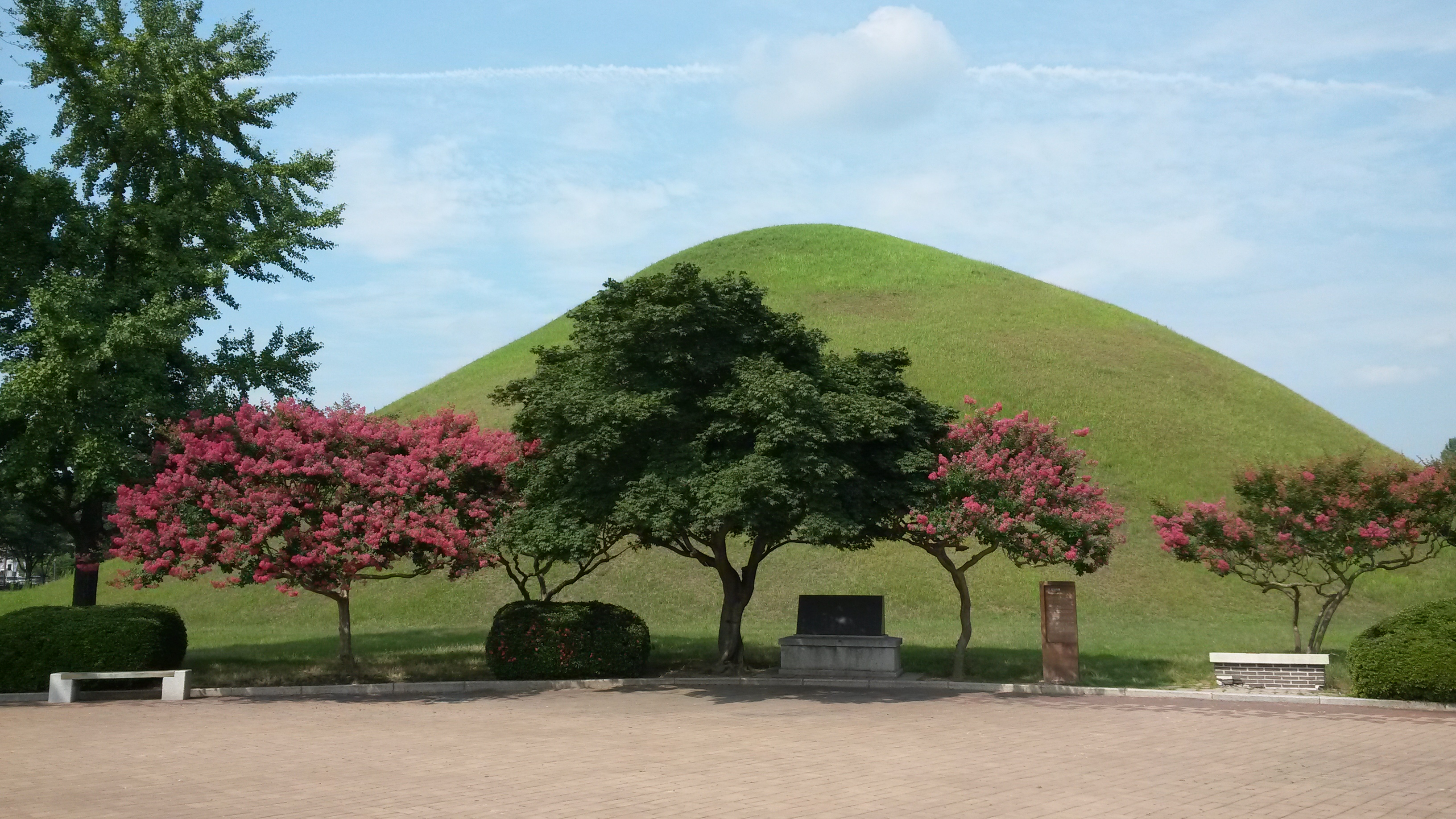
Daeneungwon
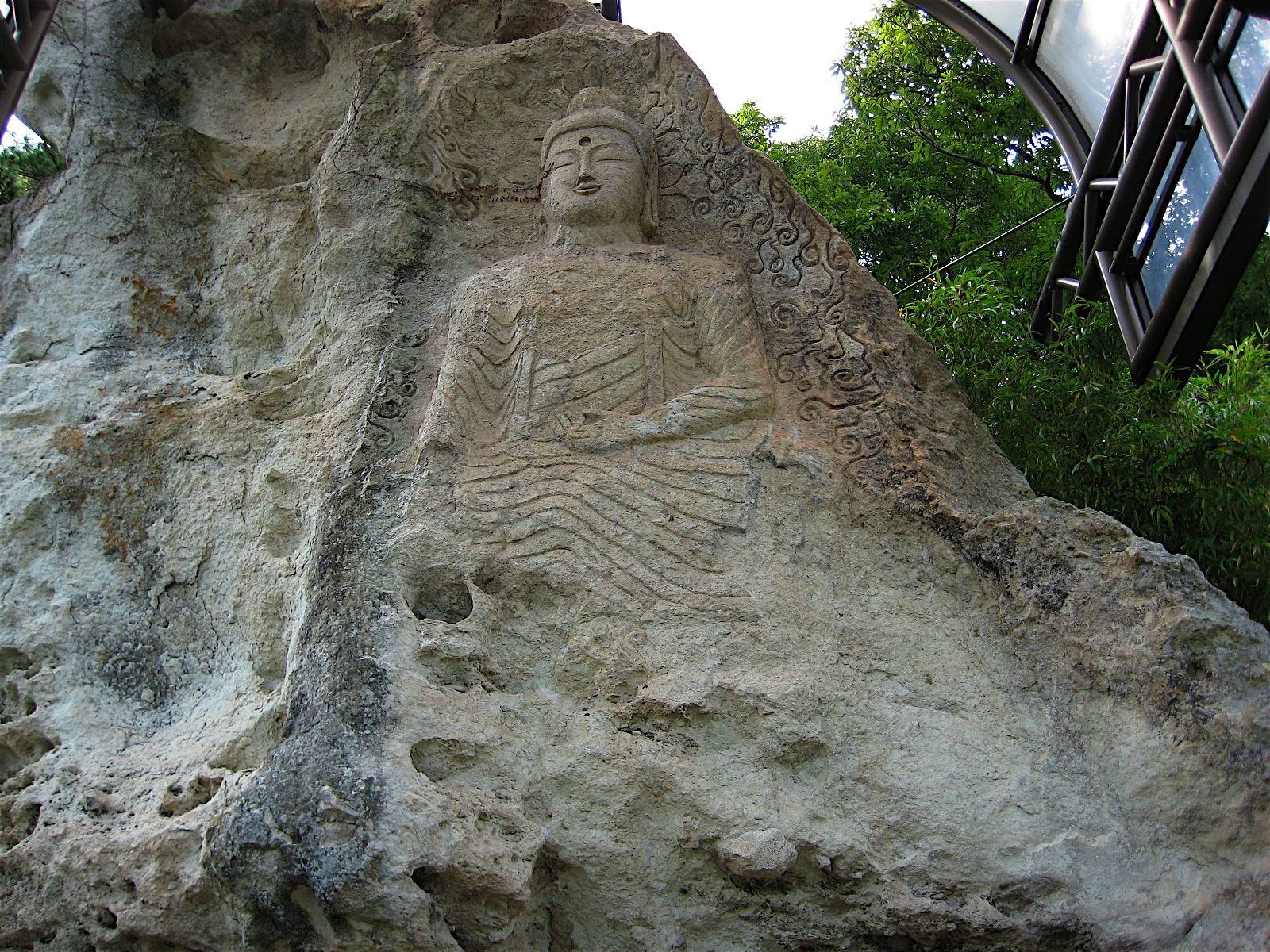
Golgulsa
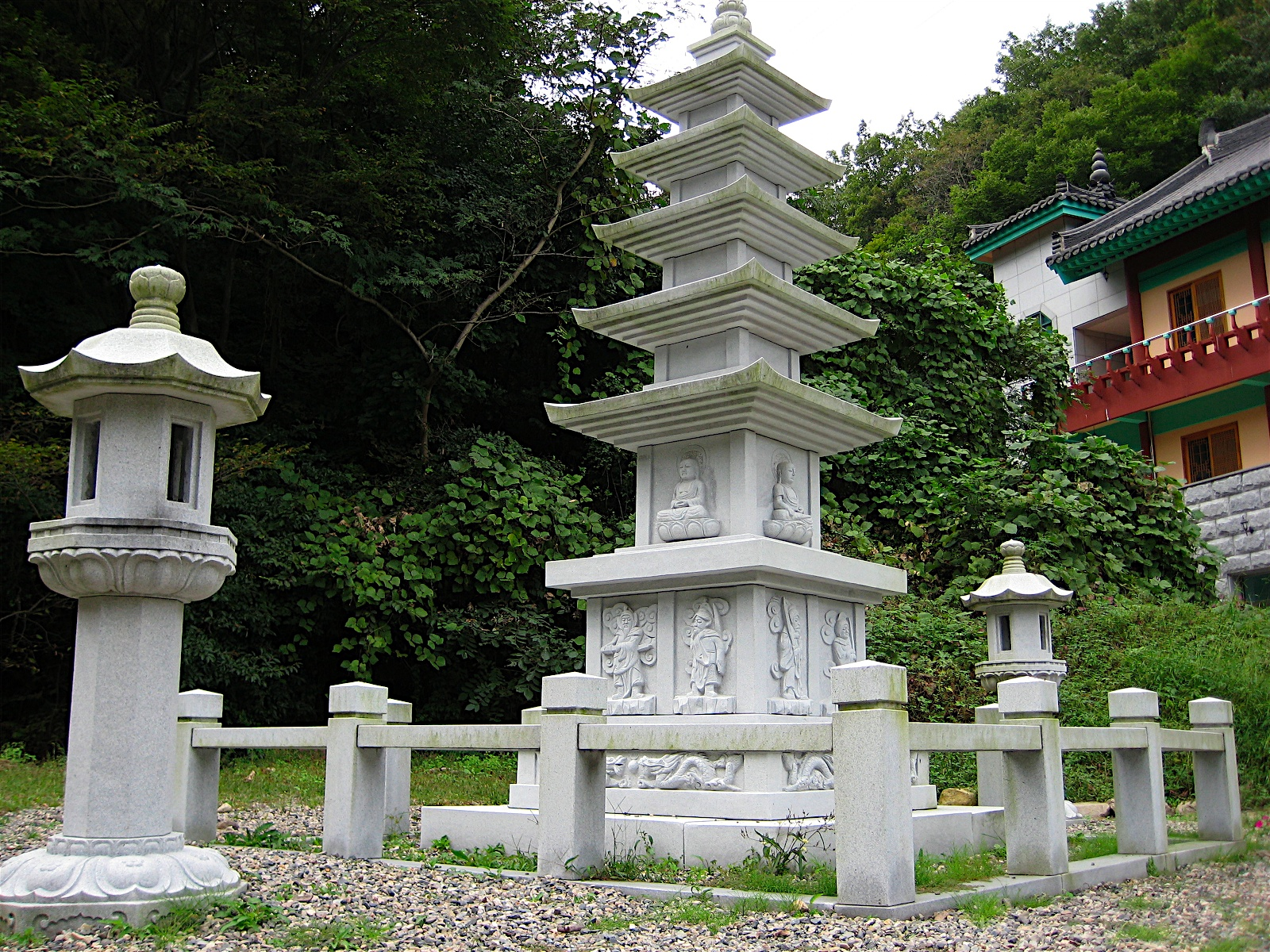
Pagoda a Golgulsa
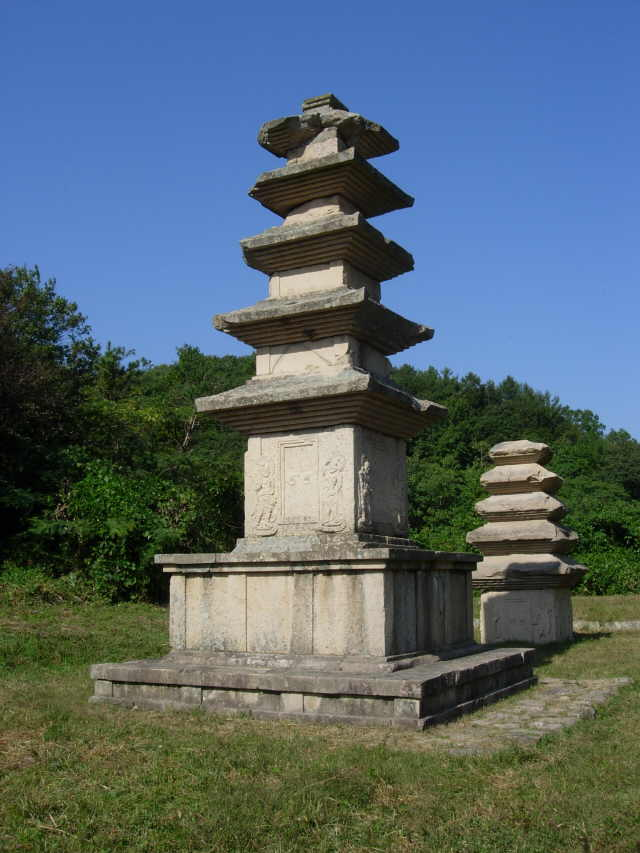
Altre Pagoda a Golgulsa
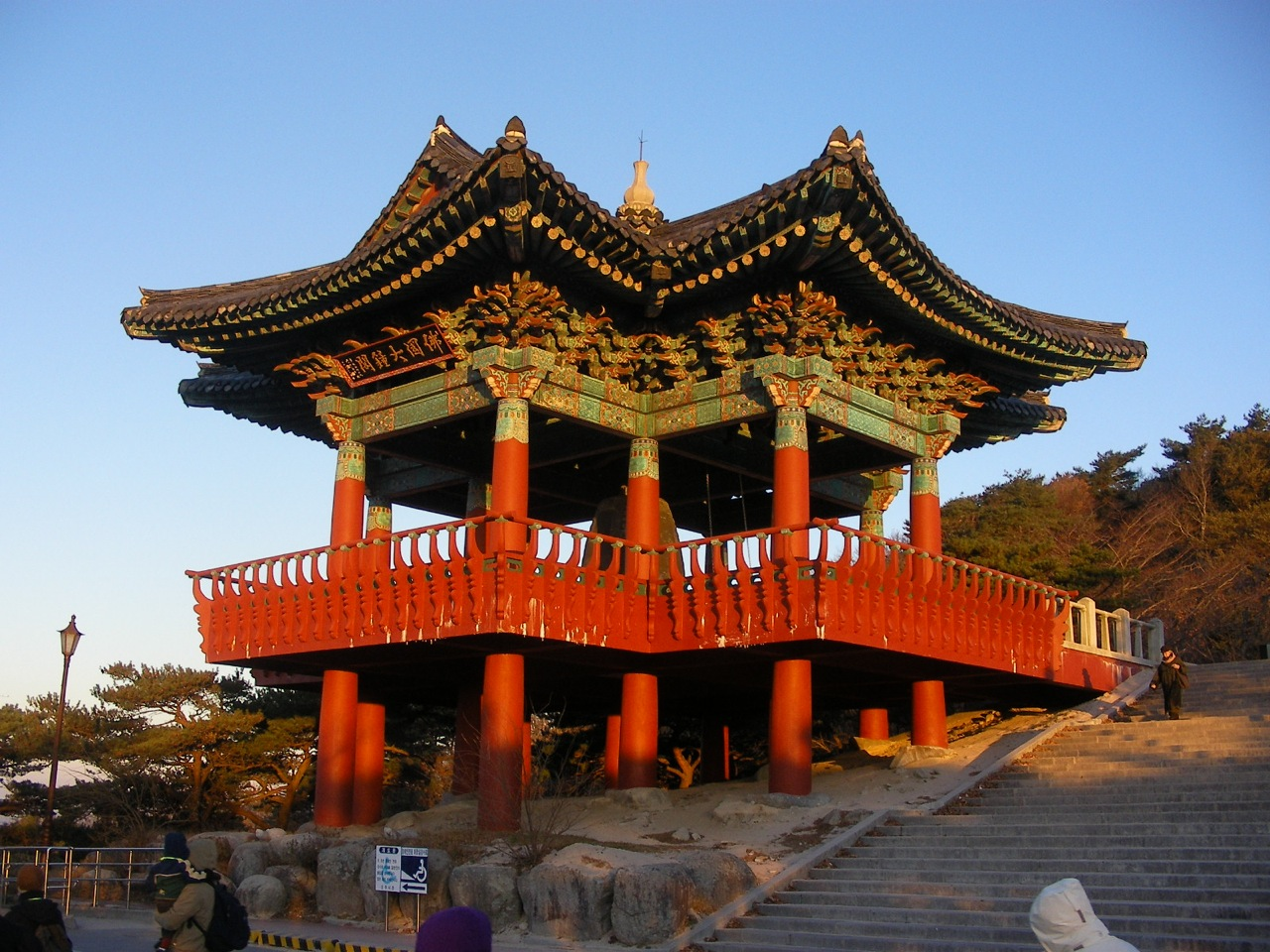
Seokguram
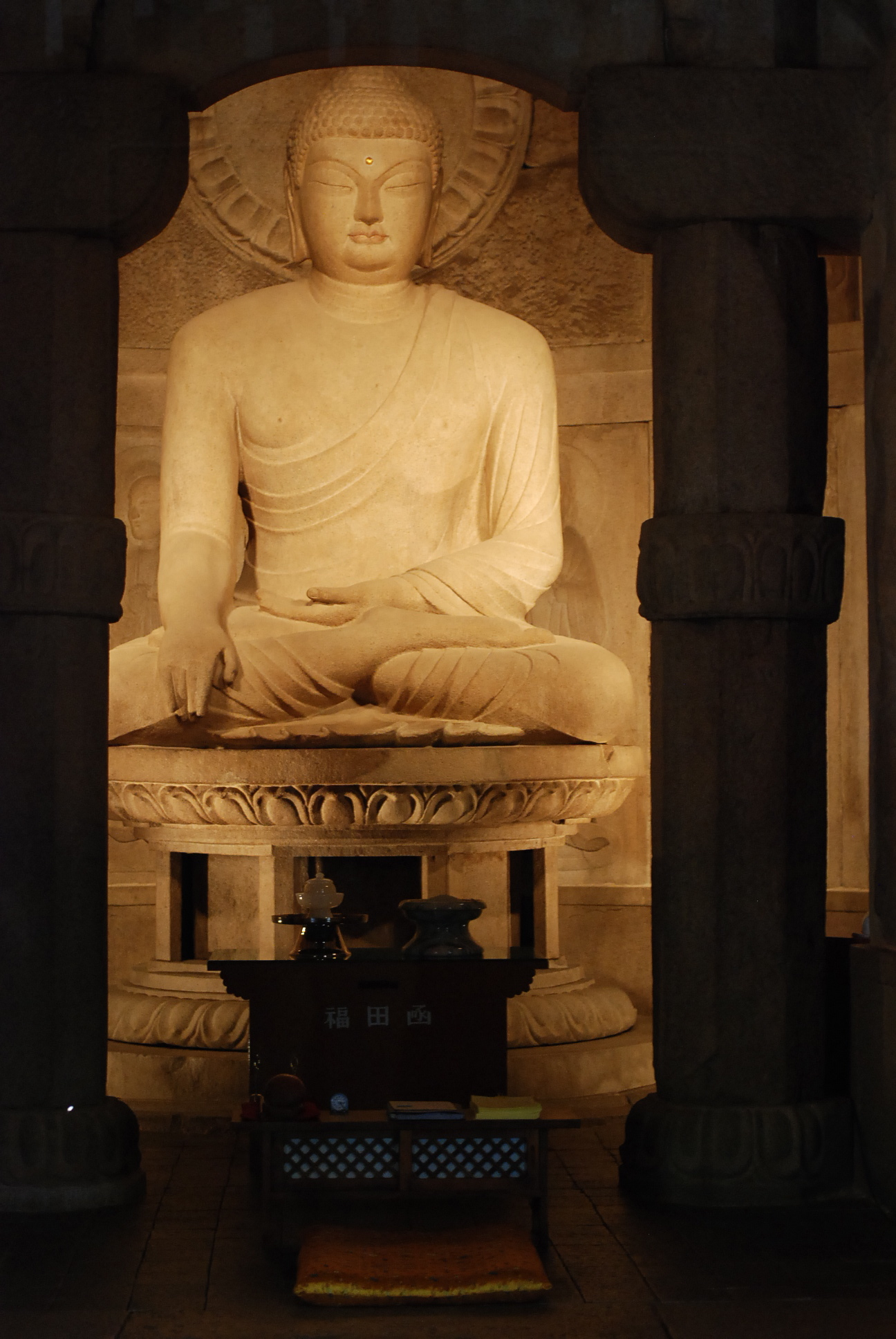
Estàtua a Seokguram
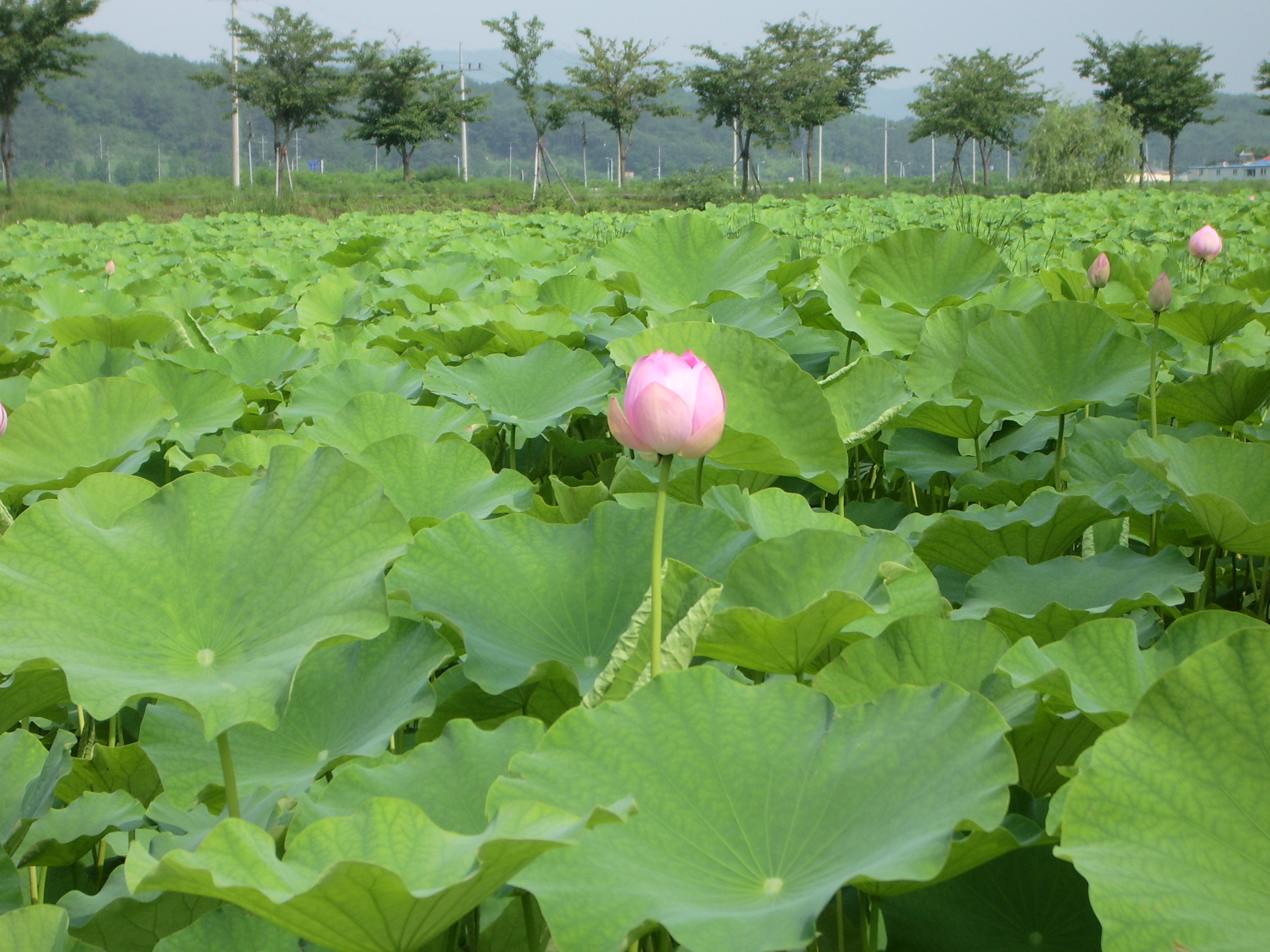
Lotus a l'estany d'Anapji